# Puente Alto al Día
Puente Alto al Día es un periódico chileno editado en la comuna de Puente Alto y distribuido en dicha comuna además de San José de Maipo, La Pintana y Pirque. Posee una edición el sábado.
El periódico es miembro de la Asociación Nacional de la Prensa.

## Historia
El periódico fue fundado el 14 de septiembre de 1962, y al día siguiente circuló su primera edición. Su fundador y director fue Juan Rojas Maldonado, quien antes se había desarrollado como linotipista en El Mercurio. Durante más de 30 años Puente Alto al Día fue un semanario que circulaba solamente los días sábado.
El 27 de mayo de 1988 falleció Juan Rojas, dejando la dirección de Puente Alto al Día a cargo de las nuevas generaciones. Víctor Hugo Rojas López, hijo del fallecido director, asumió la dirección del periódico a los 20 años y durante su gestión ha logrado modernizar los equipos de impresión, añadir una edición los días miércoles y ampliar la distribución del periódico a la comuna de La Pintana. El 1 de febrero de 2024, Víctor Hugo Rojas López falleció producto de un cáncer que transitaba. Hasta su muerte ejerció la dirección del medio.